# Olton
Olton – osada w Anglii, w hrabstwie West Midlands, w dystrykcie Solihull. Leży 3 km od miasta Solihull. W 2011 miejscowość liczyła 12 167 mieszkańców.